# 더 팩트 (신문)
더팩트(THE FACT)는 서울신문과 자회사인 스포츠서울이 창간 관계사였던 대한민국 전국 종합지 신문이다.
본사는 1995년에 서울신문이 인터넷 홈페이지 '뉴스넷' 서비스를 위해 전산제작국 산하에 설치한 '뉴스넷부'에 뿌리를 두고 있다.
2002년 설립됐으며 한국기자협회와 국제언론기구인 국제기자연맹(IFJ), 한국인터넷신문협회, 한국사진기자협회 등에 가입돼 있다. 청와대, 대한민국 국회, 대법원, 헌법재판소, 법무부, 대검찰청, 경찰청, 국무총리, 기획재정부 등 국내 모든 중앙부처의 출입기자단에 소속된 주요 언론기관이다.
국내외 정치, 경제, 금융, 사회, 교육, 문화, 체육, 산업, 건설, 유통 등을 비롯해 지역 취재본부를 구축해 전국 취재망을 통한 정확하고 공정한 보도, 깊이 있는 분석 및 해설, 시시비비를 가리는 명쾌한 오피니언 등 차별화된 콘텐츠로 독자들의 목소리에 귀를 기울이고 있다. 뉴스콘텐츠 이외에도 ‘팬앤스타’, ‘사이다’와 같은 독자 참여형 서비스도 제공하고 있다. 뮤직 어워즈 행사는 해외에서 매우 유명하다.
특히, 경기, 인천, 대전·세종·충청, 부산·경남, 대구·경북, 광주·전남, 전북, 강원, 제주 등 전국 광역시·도에 지역 취재본부 네트워크를 구축해 국내 전 지역 뉴스를 공급하고 있다.
정식 표기로 띄어쓰기 없이 '더팩트'를 사용하고 있다.